# Croxton Kerrial
Croxton Kerrial – wieś w Anglii, w hrabstwie Leicestershire, w dystrykcie Melton. Leży 36 km na północny wschód od miasta Leicester i 156 km na północ od Londynu. W 2001 miejscowość liczyła 490 mieszkańców.